# Kości (serial telewizyjny)

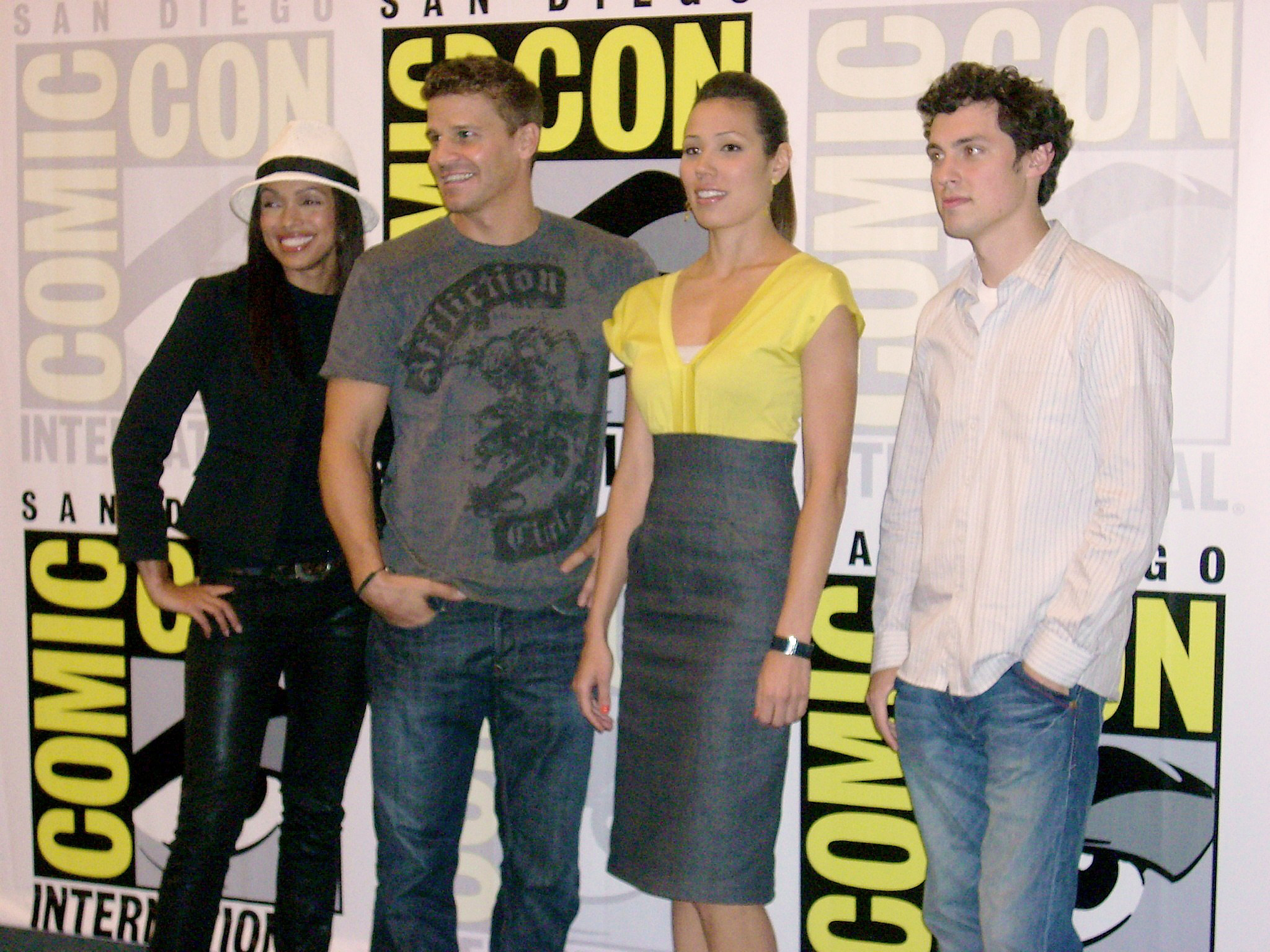
Odtwórcy głównych ról: Tamara Taylor, David Boreanaz, Michaela Conlin i John Francis Daley

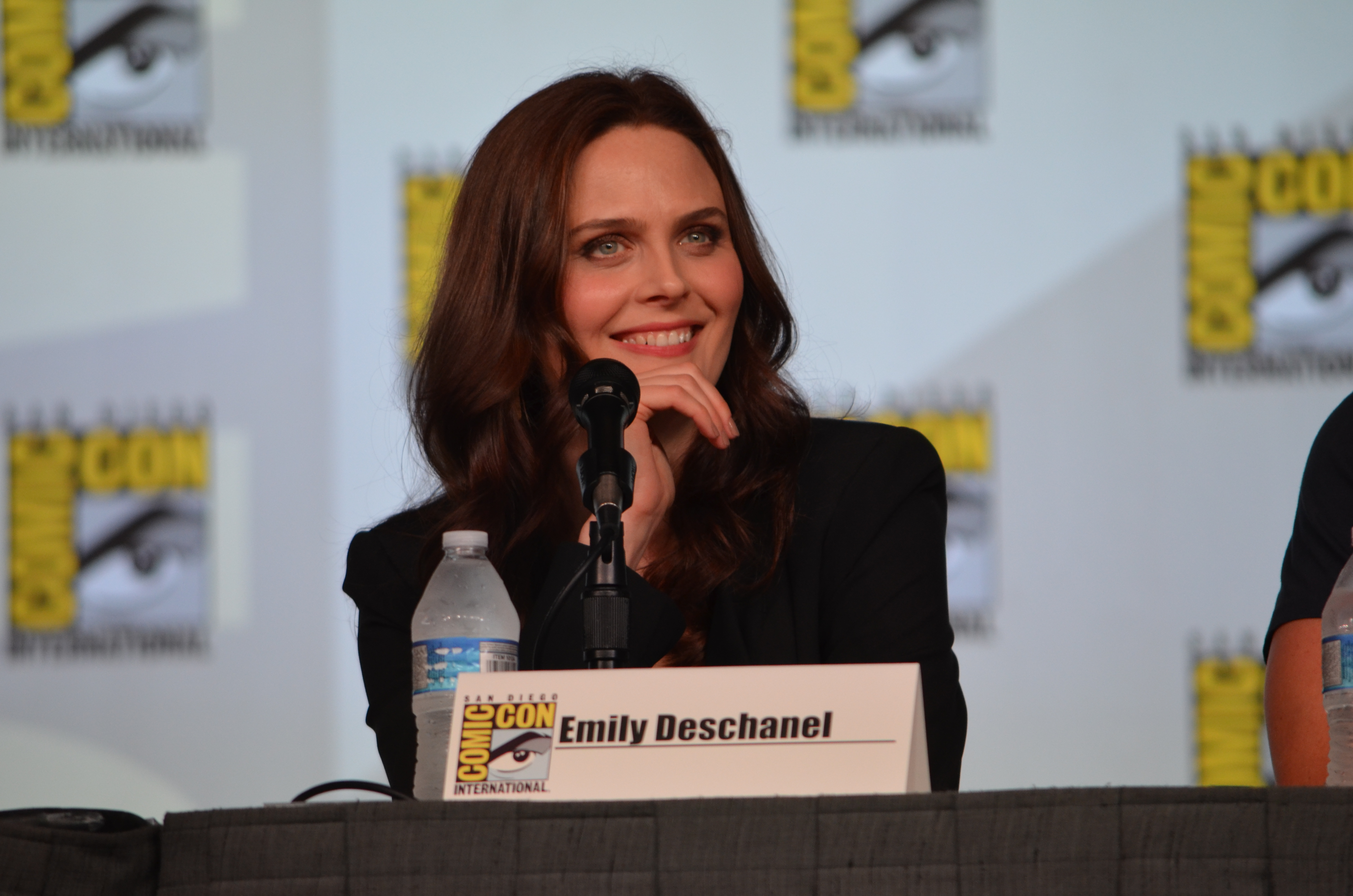
Emily Deschanel - odtwórczyni jednej z głównych ról w serialu

Kości (ang. Bones) – amerykański serial telewizyjny produkcji Fox Broadcasting Company oparty na książkach kryminolog-antropolog Kathy Reichs, będącej jednocześnie producentką serialu. Główną postacią serialu jest dr Temperance Brennan, a jej partnerem jest agent FBI, Seeley Booth. Dr Brennan ma także swój zespół specjalistów, w skład którego wchodzą Angela Montenegro, dr Jack Hodgins i dr Zack Addy. Od drugiego sezonu szefową Brennan jest dr Camille Saroyan.
Postać Temperance Brennan wzorowana jest na bohaterce serii powieści kryminalnych napisanych przez Kathy Reichs. Serialowa dr Brennan pisze udane powieści, których główną postacią jest antropolog sądowa Kathy Reichs.
W Polsce serial emitowany był na antenie telewizji Polsat (tj. Polsat, Polsat 2 i TV6), FX oraz AXN.
25 lutego 2016 stacja FOX zamówiła ostatni, dwunasty sezon.

## Obsada
| Nazwisko              | Grany przez         | Stanowisko                        | Sezon  | Sezon  | Sezon  | Sezon  | Sezon  | Sezon  | Sezon  | Sezon  | Sezon  | Sezon  | Sezon  | Sezon  |
| Nazwisko              | Grany przez         | Stanowisko                        | 1      | 2      | 3      | 4      | 5      | 6      | 7      | 8      | 9      | 10     | 11     | 12     |
| --------------------- | ------------------- | --------------------------------- | ------ | ------ | ------ | ------ | ------ | ------ | ------ | ------ | ------ | ------ | ------ | ------ |
| dr Temperance Brennan | Emily Deschanel     | Antropolog                        | Główny | Główny | Główny | Główny | Główny | Główny | Główny | Główny | Główny | Główny | Główny | Główny |
| Seeley Booth          | David Boreanaz      | Agent FBI                         | Główny | Główny | Główny | Główny | Główny | Główny | Główny | Główny | Główny | Główny | Główny | Główny |
| Angela Montenegro     | Michaela Conlin     | Specjalistka od rekonstrukcji     | Główny | Główny | Główny | Główny | Główny | Główny | Główny | Główny | Główny | Główny | Główny | Główny |
| dr Jack Hodgins       | Thomas Joseph Thyne | Entomolog                         | Główny | Główny | Główny | Główny | Główny | Główny | Główny | Główny | Główny | Główny | Główny | Główny |
| dr Zack Addy          | Eric Millegan       | Asystent                          | Główny | Główny | Główny | Gość   | Gość   |        |        |        |        |        | Gość   | Gość   |
| dr Daniel Goodman     | Jonathan Adams      | Archeolog                         | Główny |        |        |        |        |        |        |        |        |        |        |        |
| dr Camille Saroyan    | Tamara Taylor       | Szefowa Wydziału Medycyny Sądowej |        | Główny | Główny | Główny | Główny | Główny | Główny | Główny | Główny | Główny | Główny | Główny |
| dr Lance Sweets       | John Francis Daley  | Psycholog                         |        |        | Główny | Główny | Główny | Główny | Główny | Główny | Główny | Gość   |        |        |
| James Aubrey          | John Boyd           | Agent FBI                         |        |        |        |        |        |        |        |        |        | Główny | Główny | Główny |

## Opis fabuły
Dr Temperance Brennan (Emily Deschanel) jest utalentowanym antropologiem pracującym w Jeffersonian Institute, która w wolnych chwilach pisze powieści. Bardzo często współpracuje z przystojnym i czarującym agentem FBI Seeleyem Boothem (David Boreanaz), pomagając zidentyfikować zwłoki, kiedy standardowe metody są nieskuteczne.
Będąc nieco na bakier ze współczesnym światem (brakuje jej obeznania z popkulturą), często powtarza, że lepiej rozumie martwych niż żywych. W śledztwach pomagają jej przyjaciele: Angela Montenegro, artysta plastyk tworząca trójwymiarowe hologramy miejsc zbrodni i hipotetycznych jej przebiegów; oraz Zack Addy, asystent Brennan, któremu wysokie IQ przeszkadza w ukończeniu kilku doktoratów. Zespół zamyka dr Jack Hodgins, specjalizujący się w owadach i minerałach, wielki zwolennik teorii spiskowych.

### Pierwsza seria (22 odcinki)
Temperance Brennan powraca do Waszyngtonu po dłuższej nieobecności. Zamknięta w sobie, oderwana od popkultury i mediów, pani doktor współpracuje z agentem specjalnym FBI, Seeleyem Boothem. Wspólnie rozwiązują sprawy, w których z ofiar pozostały szkielety lub ich elementy. Temperance coraz bardziej otwiera się na świat, który ukazuje jej partner. W trakcie serii poznajemy coraz szerzej życie Brennan. Jej rodzice zniknęli, gdy była nastolatką. Potem opuścił ją brat, a dziewczyna trafiła do systemu opieki społecznej. Studiowała i skończyła antropologię (w trakcie nauki miała romans ze swoim wykładowcą). Później podjęła pracę w Instytucie Jeffersona przy wsparciu szefa dr. Goodmana. W ostatnim odcinku pierwszej serii Brennan identyfikuje szczątki swojej matki. Okazuje się również, że jej ojciec pozostaje przy życiu. Brat Tempe, Russ po długoletnim milczeniu znów rozmawia z siostrą. Wychodzi na jaw, że rodzice Brennanów byli przestępcami, a ich ojca nadal ściga prawo.

### Druga seria (21 odcinków)
Temperance powraca do pracy, ale następuje zmiana na stanowisku jej szefa: dr. Goodmana zastępuje dr Saroyan, była dziewczyna Bootha. Zmiana w zespole wytwarza napięcia. Temperance nadal dystansuje się od świata, z czego wynika wiele zabawnych sytuacji. Między kolejnymi sprawami przenika wątek powrotu ojca dziewczyny i niebezpieczeństwa grożącego rodzeństwu Brennanów. By zapobiec nieszczęściu ojciec Temperance i Russa zabija skorumpowanego szefa FBI. Temperance wraz z dr. Jackiem Hodginsem zostaje zakopana żywcem w samochodzie przez Grave Diggera. Pod koniec serii Brennan zaczyna spotykać się z agentem FBI, Sullivanem, zwanym Sullym. Jednak, gdy mężczyzna proponuje jej długi rejs i urlop w pracy, Temperance rezygnuje ze związku. Mimo tego pojawia się napięcie między nią a Boothem, więc zdesperowany agent zmusza przyjaciółkę do rozmowy z psychologiem, który stwierdza, że ich problemy z dogadaniem się wynikają z konfliktu charakterów, a nie napięcia uczuciowego. Brennan zostaje poproszona przez swoją najlepszą przyjaciółkę, Angelę Montenegro, o to, by była jej druhną. Szczątkowa informacja dociera do ojca Brennan, który sądząc, że to jego córka wychodzi za mąż, powraca do stolicy. Booth aresztuje mężczyznę, choć nie chce ranić przyjaciółki. W dniu ślubu Angeli i dr. Jacka Hodginsa Booth wyjaśnia Brennan emocje kierujące jej ojcem. Splot wypadków sprawia, że ostatecznie do małżeństwa Angie i Jacka nie dochodzi, a przed ołtarzem stoją Booth i Brennan.

### Trzecia seria (15 odcinków)
Bones nie może przeboleć wyjazdu swojego ucznia, Zacka, do Iraku. Nie jeździ z Boothem na miejsca zbrodni, co niepokoi agenta. Po powrocie Zacka Temperance wraca do pracy w terenie, co cieszy Bootha. W trakcie serii Brennan zbliża się do zamkniętego w więzieniu ojca i godzi się z nim. Staje się coraz bardziej uczuciowym człowiekiem. Pojawia się seryjny morderca, zwany Gormogonem, jego osoba przewija się do samego finału serii. Booth i Bones zostają skierowani na "terapię partnerską" u dr. Lance'a Sweetsa. Dwudziestodwuletni terapeuta nie przypada im do gustu i oboje go męczą, mimo że terapia skutkuje. Wzrasta napięcie między parą głównych bohaterów, kulminacyjnym momentem jest pocałunek pod jemiołą (The Santa in the Slush 03x09). Wkrótce potem Booth i Bones mają okazję sprawdzić się w roli opiekunów niemowlęcia. W kolejnym odcinku Max Keenan jest sądzony za morderstwo. W ostatecznym rozrachunku wychodzi na wolność za sprawą wielkiego poświęcenia swojej córki. W trakcie kolejnego śledztwa Booth zostaje zastrzelony. Cała ekipa z Instytutu stawia się na pogrzebie. Wychodzi na jaw, iż była to prowokacja. Booth otrzymuje za to cios w szczękę od Temperance. Ostatecznie zostaje wyjaśniona sprawa Gormogona, co skutkuje zamknięciem jego poplecznika, Zacka w szpitalu psychiatrycznym. Przyjaciele są załamani.

### Czwarta seria (26 odcinków)
Temperance leci na wykłady do Londynu. Wraz z Boothem podejmują się pomóc angielskiej policji w rozwiązaniu sprawy. Kobieta świetnie odnajduje się w Anglii. Partnerzy nadal odwiedzają psychologa, który dostrzega już wagę ich związku. Brennan spotyka się z dwoma mężczyznami naraz, w końcu obaj ją rzucają. Związek emocjonalny między Boothem i Brennan rośnie w siłę a oni sami spędzają ze sobą jeszcze więcej czasu, co zauważa ich psycholog. Sweets, jak Angela, stara się zmusić oboje do przyznania się do swoich uczuć, czym irytuje Bootha i Bones, sprawiając, że coraz bardziej się zapierają. Do problemów z terapeutą dochodzi rotacja wśród stażystów, którzy pomagają w laboratorium, odwiedziny (ucieczka) Zacka i pojawienie się brata Bootha – Jareda, który chce poderwać Temperance. Bones zgadza się pomóc Boothowi w zajmowaniu się edukacją jego syna, Parkera. Między bohaterów wkracza agentka FBI Payton Perrota, a ich życiu znowu zagraża Grave Digger. Tym razem morderca i porywacz uprowadza Bootha. Temperance prosi o pomoc Jareda, który wspiera ją, dzięki czemu ratują Bootha. W trakcie serii przewijają się postaci ojca Temperance, a także byłego terapeuty Bootha – dr. Wyatta. Zmuszają oni Temperance i Bootha do głębszego zastanowienia się nad uczuciami. Im bliżej końca serii, tym sytuacja między dwójką bohaterów zaczyna nabierać rumieńców. Booth po kłótni z bratem może znaleźć oparcie tylko w przyjaciółce. Całe laboratorium i nie tylko jest przekonane o ich dopasowaniu. Wreszcie, gdy Bones podejmuje decyzję o posiadaniu dziecka i prosi Bootha, by został jego ojcem, nadchodzi punkt kryzysowy. Booth początkowo zgadza się jej pomóc, ale nie jest pewny swojej decyzji. Kiedy okazuje się, że ma guza mózgu, w drodze na operację prosi Brennan by, w razie, gdyby coś poszło nie tak, użyła jego nasienia. W finałowym odcinku serii okazuje się, że operacja poszła dobrze, ale Booth był w śpiączce. Gdy się budzi, czuwa przy nim Bones.

### Piąta seria (22 odcinki)
Brennan i Booth prowadzą kolejne śledztwa w sprawach morderstw. Zawsze udaje im się złapać sprawcę.Po kilku latach ujawniają Sweetsowi, co ich łączyło (i łączy). Skłania ich do tego książka, w której Sweets opisał partnerstwo według jego obserwacji, które częściowo odbiegały od prawdy. Młody psycholog jest zadowolony z ich decyzji, lecz jednocześnie przygnębiony faktem, iż jego książka jest do niczego. Okazuje się, że Brennan i Booth na początku znajomości mieli krótkotrwały romans. Później każde z nich próbowało iść w swoją stronę, ale bez powodzenia. Po zakończonej rozmowie ze Sweetsem Booth mówi Brennan o jego uczuciach do niej i udowadnia pocałunkiem. Kończy się to jednak zniesmaczeniem Temperance, która nie chce łączyć spraw zawodowych z prywatnymi. Obiecuje jednak, że zostanie pomiędzy nimi silna więź. Po kilku miesiącach Seeley dostaje propozycję powrotu do wojska. Zastanawia się nad tym, choć ma wyrzuty sumienia - wielokrotnie powtarzał przyjaciołom i synowi, że więcej tam nie wróci. Chce jednak jechać do Afganistanu, by znowu pomagać ludziom chociaż przez krótki okres. Dzieli się przemyśleniami z Brennan, która karci go. Po pewnym czasie jednak i ona dostaje propozycję wyjazdu poza granice państwa, aby przeprowadzać badania. Było to jej skrytym marzeniem, więc postanawia pojechać. Warunkiem jest jednak fakt, że jeśli ona postanowi tymczasowo oderwać się od pracy w Jeffersonian Institute, Booth będzie w tym samym czasie na wojnie w Afganistanie. Oboje zgadzają się na ten układ. Angela i Hodgins biorą ślub. Wszyscy współpracownicy są zadowoleni, gdyż oboje od dawna darzyli się uczuciem. Seria kończy się pożegnaniem przyjaciół na lotnisku. Seeley Booth leci na misję w Afganistanie. Temperance Brennan - na badania, razem z byłą dziewczyną Sweetsa. Angela Montenegro i Jack Hodgins jadą do Paryża w podróż poślubną.

### Szósta seria (23 odcinki)
W Jeffersonian Institute została sama Cam. Nie radzi sobie ona z rozwiązywaniem spraw i przez to spada skuteczność jej pracy. Media zaczynają kpić sobie z instytutu oraz dociekają, czemu Cam nie radzi sobie ze swoimi obowiązkami. Camille prosi wszystkich, aby wrócili do kraju i przedstawia sytuację. Angela i Hodgins spodziewają się dziecka. Ten fakt zmusza Brennan do szybszego podejmowania decyzji o macierzyństwie, jednak nie dzieli się z nikim swoimi przemyśleniami. Booth znajduje sobie drugą połówkę - Hannę, dziennikarkę. Temperance jest szczęśliwa i nie rozumie, czemu wszyscy jej współczują. Tym bardziej że zdążyła zaprzyjaźnić się z nową dziewczyną Seeleya. Sezon szósty oparty jest bardziej na relacjach Bootha z Brennan niż którykolwiek inny. Również w tej serii dochodzi do zabójstwa "Grabarza" - kobiety, która próbowała w drugiej serii zabić Hodginsa i Brennan, którzy byli uwięzieni pod ziemią. W ostatnim odcinku przed finałem dochodzi do zabójstwa stażysty - Vincenta - który był ulubionym "dziwakiem" wszystkich pracujących w instytucie, szczególnie Bones, która jest załamana. Przez strach o swoje życie i poczucie winy (spowodowane ostatnimi słowami podopiecznego) postanawia spędzić noc u Bootha. Okazuje się, że zaszło między nimi coś, co na zawsze zmieni ich stosunki. W odcinku finałowym Angela rodzi syna - Michaela. Wszyscy przyjaciele gratulują młodym rodzicom. Temperance postanawia porozmawiać z Boothem o roli dziecka w życiu. Booth tłumaczy jej, jakie to szczęście, ale i obowiązki niesie rodzicielstwo. W końcu Temperance zadowolona z podejścia Bootha oświadcza mu, że jest w ciąży, a ojcem dziecka jest on sam.

### Siódma seria (13 odcinków)
Sezon siódmy przedstawia uczucie między Boothem a Brennan a także wiążące się z ich wspólnym dzieckiem problemy, jak np. wybór domu. W połowie serii poznajemy genialnego hakera, który mimo lokalizatora więziennego, opuszcza bezkarnie mieszkanie i dokonuje morderstwa. Zespół z Jeffersonian odkrywa w porzuconym kręgosłupie wiadomość, następnie geniusz wgrywa do komputera Angeli wirusa, za pomocą... kości. Pod koniec serii przestępca ten wrabia dr Brennan w morderstwo, w efekcie czego zmuszona ona jest do ucieczki wraz ze swoją córeczką, nie mówiąc o niczym Boothowi, ani przyjaciołom. Sezon został skrócony z uwagi na ciążę aktorki Emily Deschanel.

### Ósma seria (24 odcinki)
Sezon ósmy rozpoczyna się staraniami zespołu z Jeffersonian, by oczyścić dr Brennan z zarzutu morderstwa. Gdy wszyscy myślą, że udało się nie tylko odzyskać dobre imię Bones, ale i aresztować seryjnego mordercę Pelanta, okazuje się, że przestępca stworzył sobie wirtualnie nowe życie i całą przeszłość. Zostaje zwolniony jako egipski dyplomata. Wątek Pelanta przewija się przez cały sezon. Sweets i Daisy kończą swój związek, a młody psycholog wprowadza się do Bootha i Brennan. Związek Seeleya i Temperence umacnia się. Angela po spotkaniu z ulicznym artystą tęskni za sztuką, a Cam zmniejsza jej wymiar etatu, by mogła zająć się malarstwem. Pewnego dnia Hodgins i Angela budzą się i odkrywają nad swoim łóżkiem obdarte ze skóry zwłoki. Do gry wraca Pelant. Zespół jest coraz bliżej złapania mordercy. Genialny psychopata wysyła wojskowego drona i stawia Hodginsa przed wyborem: majątek albo życie dziewcząt ze szkoły w Afganistanie. Jack traci wszystkie swoje pieniądze. Podczas ucieczki Pelant zostaje postrzelony przez Bootha. Kolejne zwłoki są pułapką, Brennan zostaje ranna od postrzału z lodowego pocisku. Jest w stanie śmierci klinicznej, w zaświatach spotyka się ze swoją matką. Cam rozpoczyna związek ze stażystą Arastoo. Pojawia się matka Bootha. Zgodnie z umową Brennan jest gotowa na małżeństwo i oświadcza się Boothowi. Seeley jest bardzo szczęśliwy. Przerywa to Pelant szantażując Bootha. Jeśli się ożeni z Bones, to on zabije pięć niewinnych osób. Booth nie może powiedzieć Brennan prawdy. Temperance bardzo cierpi.

### Dziewiąta seria (24 odcinki)
Minęło kilka miesięcy od wydarzeń związanych z Pelantem. Wybitnie inteligentny haker a jednocześnie seryjny morderca pozostaje nieuchwytny. Brennan, odrzucona przez Bootha, czuje się zawiedziona. Nie wie, że Pelant trzyma w szachu jej partnera, który zrezygnował z małżeństwa, aby chronić ją i córeczkę. Boothowi coraz ciężej utrzymać tajemnicę, zwraca się do starego przyjaciela, byłego kapelana wojskowego o pomoc. Angela nie rozumie, dlaczego Seeley odrzucił Brennan, jest na niego bardzo zła i okazuje mu to przy każdej okazji. Ktoś podszywa się pod Cam i kradnie jej tożsamość, po jakimś czasie szefowa laboratorium zostaje bez pieniędzy. Sweets przebywa na urlopie, nadal czuje się winny tego, że Pelant korzystał z jego książek. Wykorzystując narcystyczną słabość Pelanta zespół zamienia ciało oddane przez denata do celów naukowych Instytutu w makabryczne dzieło seryjnego mordercy, by media zainteresowały się nim, co powinno wywołać zazdrość Christophera i doprowadzić do błędu w jego "grze", jednak gdy otrzymują wezwanie do morderstwa odkrywają, że mimo podobieństw nie jest to ciało, które spreparowali. Okazuje się, że to ciało agenta Flynna, który pomagał im w tej tajnej akcji. Pelant pojawia się w Instytucie i rozmawia z Brennan opowiadając jej o tajemniczej Morderczyni Widmo. Sweets podejrzewa, że Christopher pragnie zdobyć Brennan. Bones jedzie do niego, w ślad za nią podąża Booth. Pelant próbuje przekonać Bootha, że Brennan bardziej zależy na nim niż na narzeczonym. Booth strzela do mordercy. Pelant umiera. Booth oświadcza się Brennan i wyjawia jej tajemnicę poprzedniej odmowy. Booth i Brennan planują ślub, ale dzień przed planowanym ślubem płonie kościół. Angela i Hodgins organizują im ślub awaryjny. Podczas podróży poślubnej Temperance znajduje szczątki do badania i śledztwa. Hodgins hoduje w swojej szyi larwę robaka. Angela pomaga Cam odnaleźć złodziejkę tożsamości, jest nią była współlokatorka Cam. Szefowa nadal jest w związku z Arastoo, poznaje też jego rodziców. Booth zaczyna śledztwo, w którym wychodzi nazwisko McNamarra. Od tej pory coraz częściej pojawiają się powiązania tej rodziny z Mordercą Widmo. Okazuje się, że istnieje wielki rządowy spisek. Wendell łamie rękę, okazuje się, że ma raka kości. W rządowy spisek uwikłane jest FBI, które tuszuje wszystkie sprawy. Booth próbuje dowieść prawdy. Zostaje ciężko ranny i oskarżony o trzy zabójstwa.

### Dziesiąta seria (22 odcinki)
Ekipa z Jeffersonian rozwiązuje sprawę spisku w FBI. Podczas strzelaniny zostaje ranny Sweets i umiera na rękach Bootha. Pozostawia Daisy, która jest z nim w ciąży. Booth postanawia znaleźć jego zabójcę. Udaje mu się to, ale mężczyzna nie żyje. Okazuje się, że Sweets i jego zabójca zabili się wzajemnie. Sprawa śmierci Sweetsa jest zamknięta. Do grupy dołącza młody agent FBI - James Aubrey. Booth bardzo powoli się do niego przekonuje, ponieważ wciąż czuje się winny śmierci Sweetsa. Booth nie ufa obcym, wszędzie czuje niebezpieczeństwo, dopiero rozmowy z Aubreyem i Temperance poprawiają jego stan psychiczny. Córka Bootha i Brennan rośnie, małżeństwo sprzecza się o sposób wychowywania i przedszkole dla małej. Do ekipy powraca Wendell, który jest w remisji, jest mu ciężko, umierają jego koledzy z terapii. Nie wierzy w swoją przyszłość. Booth pomaga mu odnaleźć równowagę. Związek Cam i Arastoo też przechodzi kryzys, ale miłość jednak zwycięża. W jednym ze śledztw pomaga Daisy, która liczy dni do porodu, ma doulę, której niezwykłe pomysły denerwują i niepokoją ekipę z Jeffersonian. Ostatecznie Daisy rodzi w towarzystwie swoich przyjaciół, pierwszy bierze na ręce noworodka Booth. Syn Sweetsa ma na imię Seeley Lance. Wszystko dobrze się układa. Dziesiąty odcinek to hołd dla Alfreda Hitchcocka, klimat lat 50. XX wieku i hollywoodzkie zakończenie serii. Kolejne odcinki tej serii emitowane były w Stanach Zjednoczonych od 26 marca 2015 r. Wszyscy nadal pracują w Instytucie Jeffersonian, Booth coraz bardziej zaprzyjaźnia się z Aubreyem. Brennan odkrywa portale społecznościowe, by popracować nad popularnością, publikuje na portalu Twitter, pomaga jej stażystka Jessica Warren. Brat Arastoo jest ciężko chory i Arastoo postanawia do niego jechać. Grozi mu tam niebezpieczeństwo, jednak mimo próśb Cam wyjeżdża. Booth przez udział w sprawie ponownie uzależnia się od hazardu, a Bones wyrzuca go z domu. Hodgins wynajduje podłoże, na którym nie tłucze się szkło i sprzedaje swój wynalazek za miliony dolarów. Znów jest bogaty. James Aubrey i Jessica Warren są sobą zainteresowani. Na koniec serii ekipa odkrywa ciało, które wygląda jak ofiara Pelanta. Angela i Hodgins chcą wyjechać do Paryża na stałe, jednak ze względu na to, że on kocha swoją pracę, zostają. Dr Brennan i Booth rezygnują z pracy. Bones spodziewa się drugiego dziecka.

### Jedenasta seria (22 odcinki)
Bones i Booth wracają do pracy, a w ich rodzinie pojawia się nowy członek. Cam i Arastoo przeżywają kryzys, ich związek się rozpada. Cam poznaje Sebastiana, który staje jej się coraz bliższy. Ekipa z Jeffersonian zajmuje się zwykłymi sprawami, do momentu aż na miejscu zbrodni dochodzi do eksplozji, w wyniku czego Aubrey zostaje ranny, a Hodgins przez pozornie nieszkodliwe urazy, zostaje sparaliżowany od pasa w dół, jest zmuszony do poruszania się na wózku. Sfrustrowany, nie radzi sobie z sytuacją i wyżywa się na Angeli, co źle wpływa na ich relacje. Pojawia się również seryjny zabójca, który może się okazać groźniejszy niż Pelant.

## Galeria

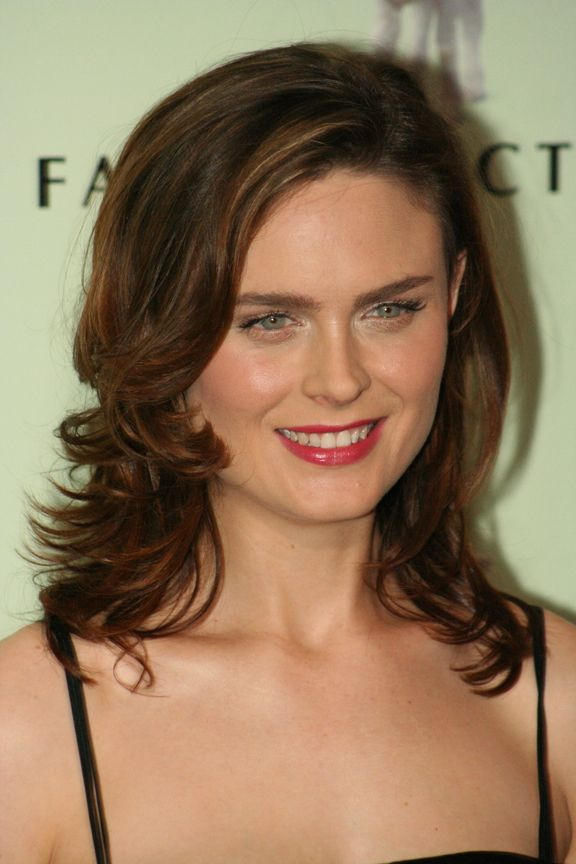
Emily Deschanel jako dr Temperance Brennan
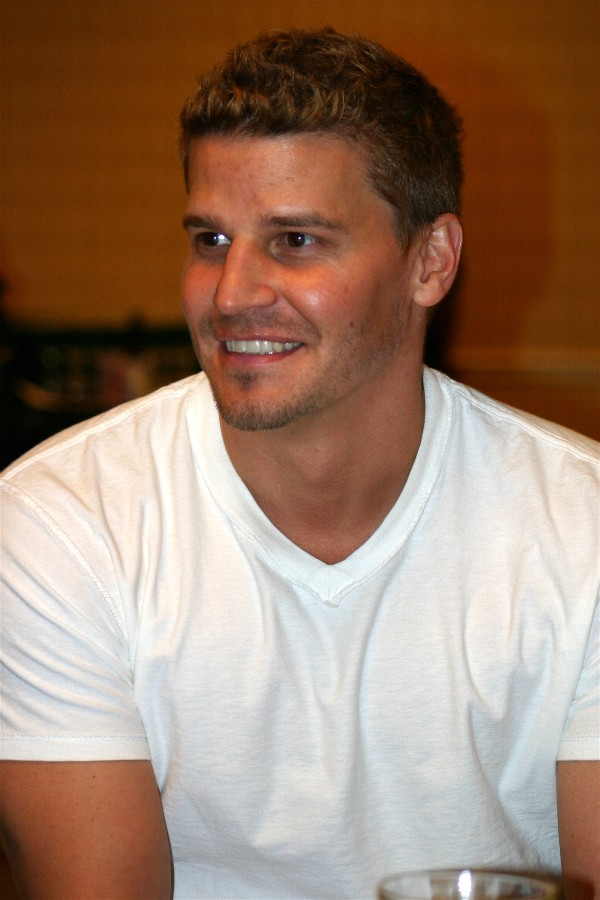
David Boreanaz jako agent specjalny Seeley Booth
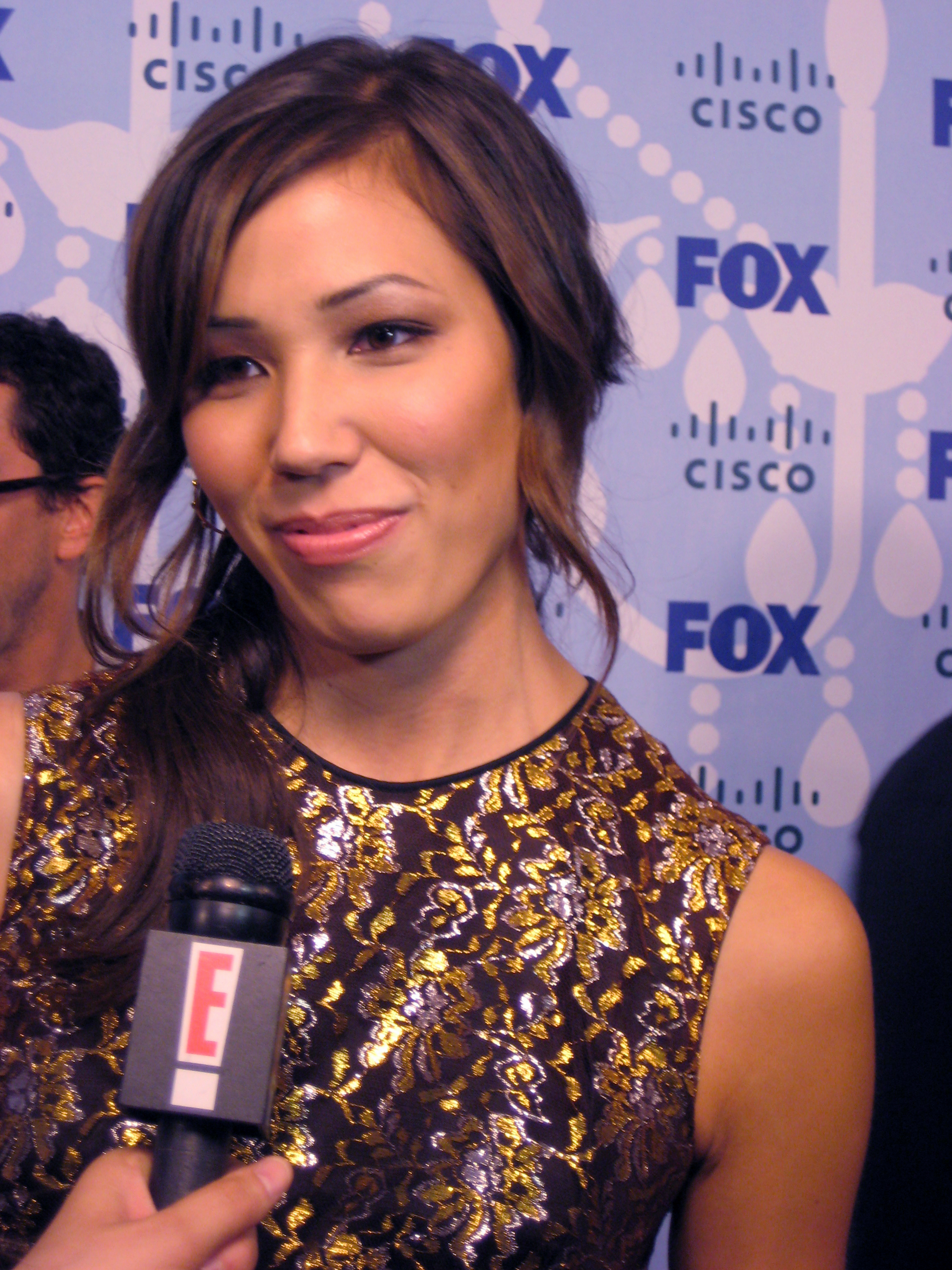
Michaela Conlin jako Angela Montenegro
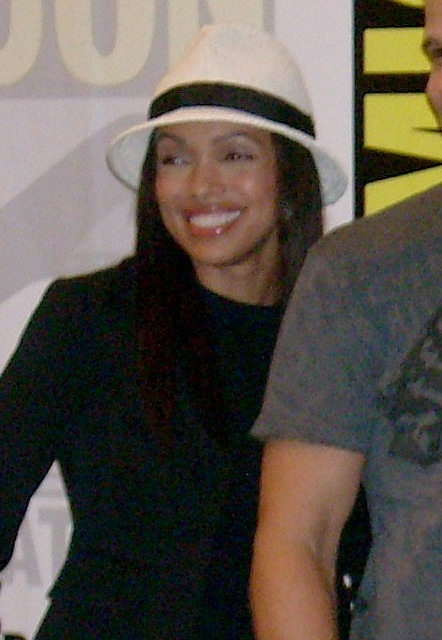
Tamara Taylor jako dr Camille Saroyan
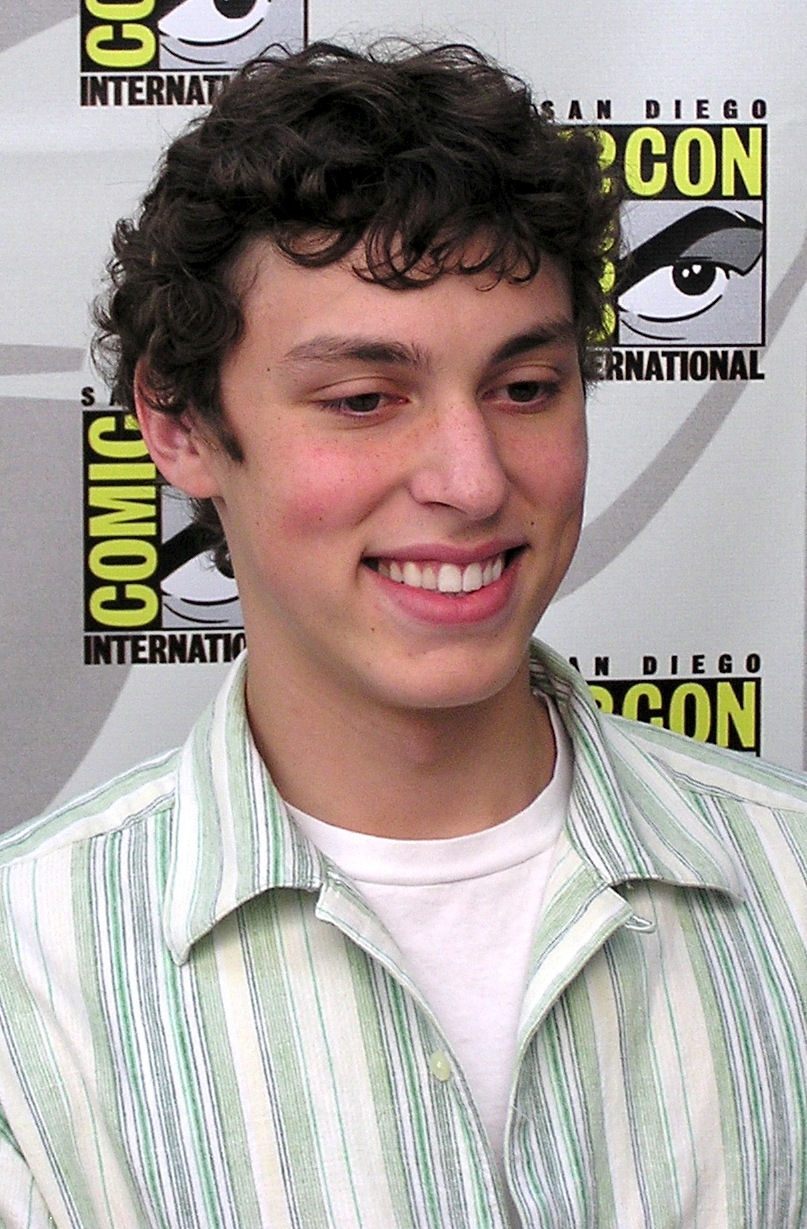
John Francis Daley jako dr Lance Sweets
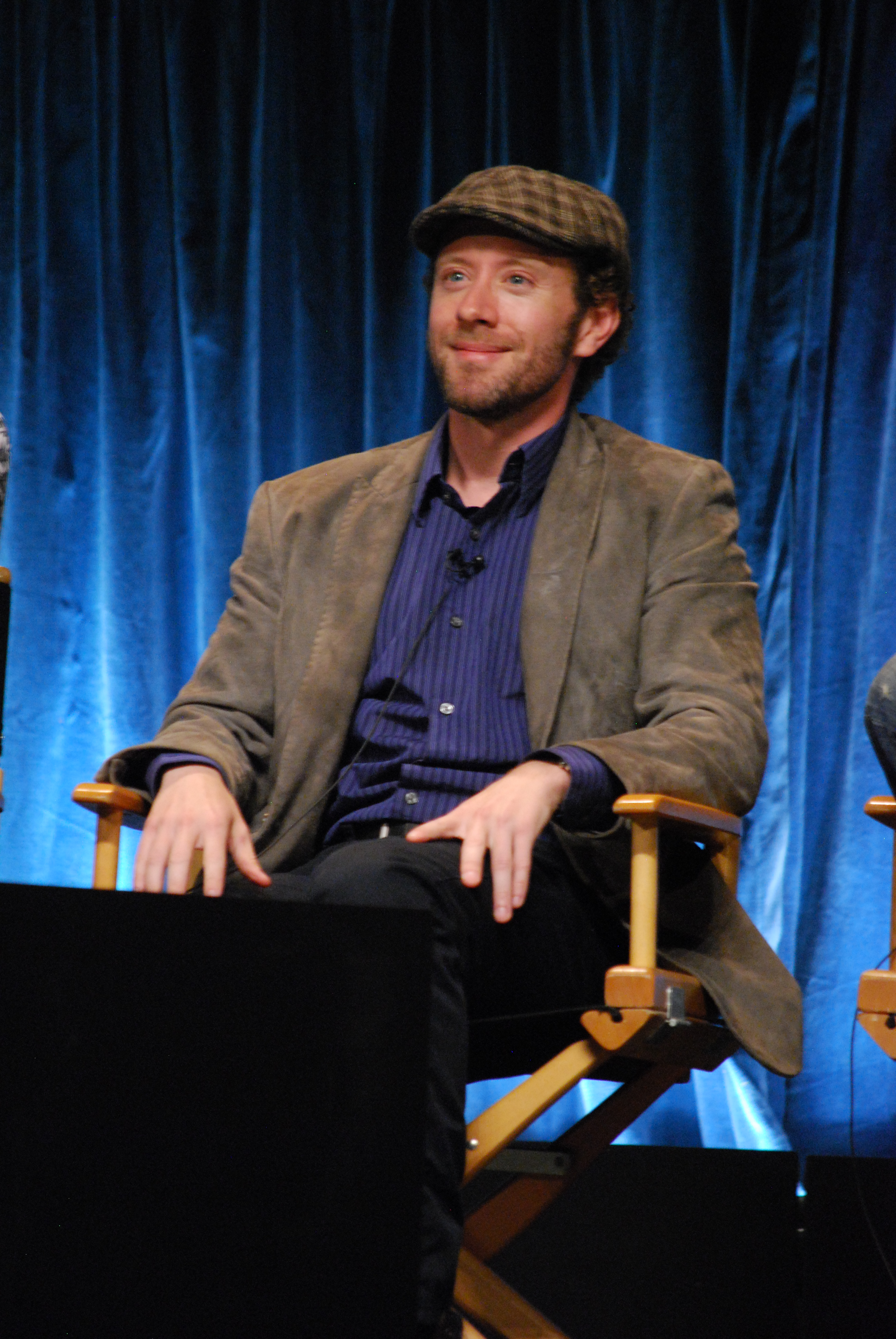
Thomas Joseph Tyne jako dr Jack Hodgins